# Mina El Inglés
Mina El Inglés är en gruva i Chile.   Den ligger i provinsen Provincia de Cachapoal och regionen Región de O'Higgins, i den södra delen av landet, 70 km söder om huvudstaden Santiago de Chile. Mina El Inglés ligger 1 040 meter över havet.
Terrängen runt Mina El Inglés är varierad. Runt Mina El Inglés är det ganska glesbefolkat, med 24 invånare per kvadratkilometer.. Närmaste större samhälle är Rancagua, 16,7 km sydost om Mina El Inglés. 
I omgivningarna runt Mina El Inglés växer huvudsakligen savannskog.